# Qualcosa di straordinario
Qualcosa di straordinario (Big Miracle) è un film del 2012 diretto da Ken Kwapis. È basato sul libro del 1989 Freeing the Whales di Tom Rose, che tratta dell'Operation Breakthrough del 1988, un'operazione internazionale per salvare le balene grigie intrappolate nel ghiaccio nei pressi di Point Barrow, Alaska.

## Trama
Tre balene grigie della California, due adulti e un cucciolo, sono intrappolate in un buco nel ghiaccio del Circolo polare artico in Alaska e vengono scoperte dal reporter televisivo Adam Carlson. La loro situazione è subito pubblicizzata dal giornalista, che spera potrebbe essere la sua occasione per migliorare la sua condizione lavorativa. La notizia attira l'attenzione internazionale e mette in moto un massiccio sforzo per liberare le balene dal ghiaccio.
Adam recluta la sua ex ragazza Rachel, una volontaria di Greenpeace, in una campagna per salvare una famiglia di balene grigie intrappolate e nomina le balene adulte Fred e Wilma e il neonato Bamm-Bamm.
Il soccorso viene portato avanti grazie alla collaborazione di diversi gruppi normalmente ostili: i cacciatori di balene Inuit, Rachel che è attivista di Greenpeace, un dirigente di una compagnia petrolifera, reporter ambiziosi, la Guardia Nazionale, il presidente degli Stati Uniti d'America Ronald Reagan e vari politici americani. Tutti si uniscono allo sforzo e si aggiungono poi anche due imprenditori del Minnesota, che forniscono delle macchine antigelo, simili a ventilatori, per aiutare a mantenere il buco aperto.
Finalmente un'enorme nave rompighiaccio sovietica arriva per rimuovere l'ultima barriera prima che le balene muoiano. Il ghiaccio è finalmente rotto e le balene adulte sfuggono al ghiaccio ma il cucciolo di balena muore per le ferite riportate.
L'epilogo, narrato dal giovane Nathan, rivela che tutti i partecipanti al salvataggio trovano a modo loro fortuna e successo per l'episodio e che Adam confessa il suo amore per Rachel e lei ricambia il suo affetto.
In una scena post-crediti, Fred e Wilma nuotano liberi nell'oceano.

## Distribuzione
Il film è uscito in Italia il 24 febbraio 2012. Le riprese sono state effettuate in Alaska.